# Огнєн Соколович
Огнен Соколович (босн. Ognjen Sokolović, 12 червня 1963, Сараєво, СФРЮ) — югославський та боснійський бобслеїст. Тричі брав участь у зимових Олімпійських іграх в 1984, 1992 та 1998 роках.